# Fuchū (Tokio)
Fuchū (jap. 府中市 Fuchū-shi) – miasto w Japonii, na wyspie Honsiu, w aglomeracji Tokio, nad rzeką Tama. Ma powierzchnię 29,43 km². W 2020 r. mieszkały w nim 262 932 osoby, w 124 317 gospodarstwach domowych  (w 2010 r. 255 453 osoby, w 115 206 gospodarstwach domowych). Siedziba wojsk lotniczych Japońskich Sił Samoobrony oraz ośrodek przemysłu elektrotechnicznego, maszynowego i spożywczego. 
Około VII wieku Fuchū było stolicą prowincji Musashi. Miasto zaczęło podupadać po wybudowaniu linii kolejowej Tokio-Tachikawa w 1889 roku, która nie przebiegała bezpośrednio przez Fuchū. Miejscowość zyskała na znaczeniu w latach 20. XX wieku, kiedy przeprowadzono przez nią dwie linie kolejowe oraz w 1933 roku, po wybudowaniu toru wyścigów konnych.
W czasie II wojny światowej przerobiono miejscowe bazy wojskowe na fabryki; od tego momentu rozpoczął się proces szybkiej industrializacji. W latach 60. nastąpił nagły wzrost liczby ludności, który zahamował w latach 70. XX wieku.